# Dieter Weber (Pianist)

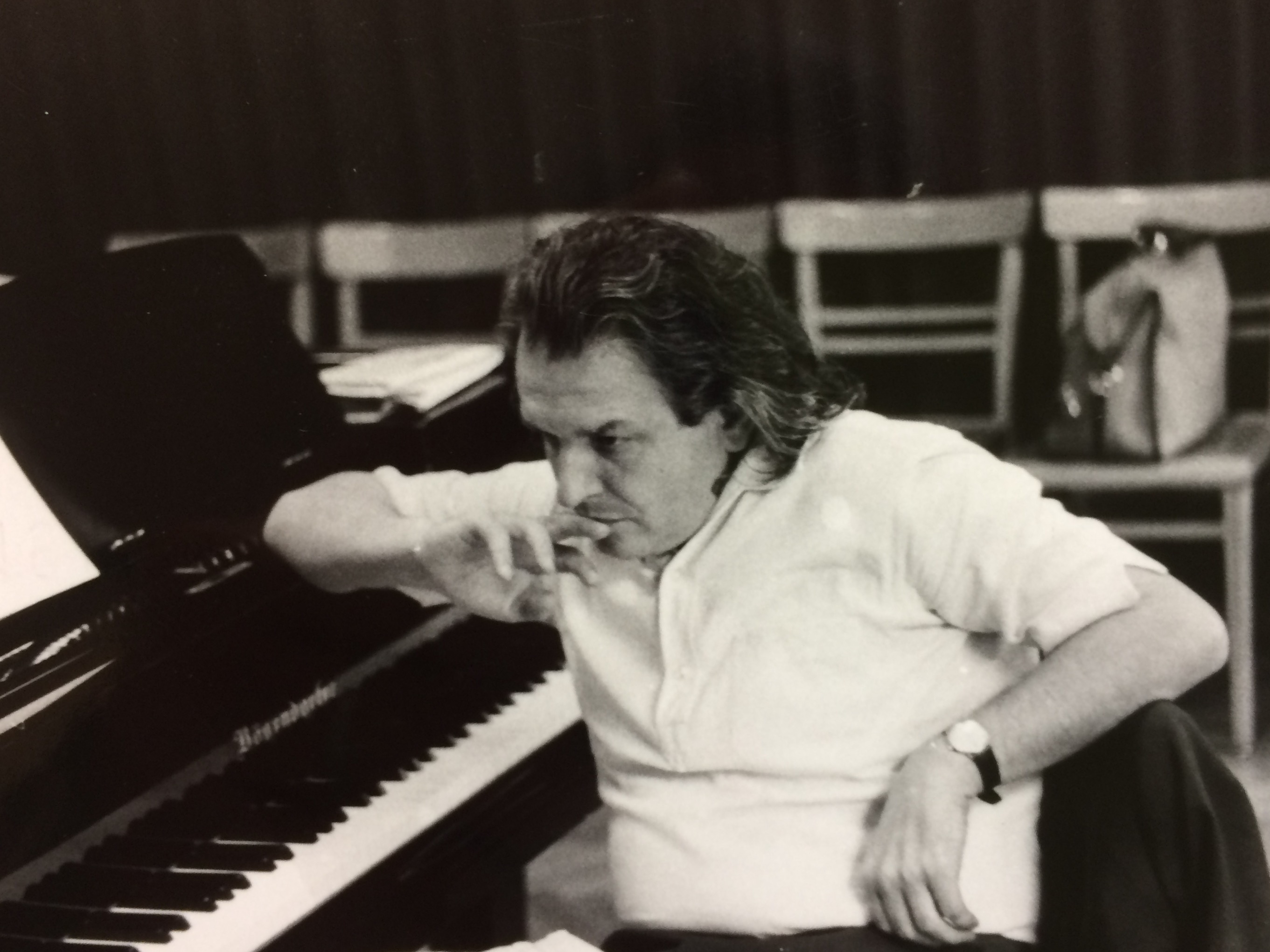
Der Klavierpädagoge Dieter Weber

Dieter Weber (* 1. Juli 1931 in Stuttgart; † 26. Februar 1976 in Wien) war ein deutscher Konzertpianist und Klavierpädagoge.

## Leben
Dieter Weber war Sohn des Theologen Gotthilf Weber (1900–1987) und seiner Frau Dore, geb. Volz (1910–1985).
1948 begann er sein Klavierstudium bei Jürgen Uhde (1913–1991) in Stuttgart, welches er ab 1954 bei Bruno Seidlhofer (1905–1982) an der Akademie für Musik und Darstellende Kunst Wien fortsetzte und am 22. Oktober 1956 „mit allgemeiner Auszeichnung“ abschloss. Ab 1957 war er Assistent Seidlhofers, 1961 wurde er selbst Vertragslehrer und 1974 dann a. o. Professor für Klavier Hauptfach.
Der Pianist Rudolf Buchbinder erinnert sich in einem Interview: „Seidlhofer hatte damals einen ganz fantastischen Assistenten. Dieter Weber. Einer der begnadetsten Pianisten, der sehr unter seiner Nervosität gelitten hat. Er war nicht imstande die Leistung auf der Bühne zu bringen, die er vor uns in der Klasse gebracht hat. Aber von ihm habe ich technisch sehr viel gelernt.“
In seinem Buch Die Konzertpianisten der Gegenwart schreibt Hans-Peter Range: „Große Werke von Chopin und Liszt, die allein technisch zu bewältigen eine beachtliche Leistung bleibt, meistert dieser (…) Nachwuchspianist mit einer Eleganz, mit einem Stilgefühl und mit einer Souveränität, dass jeder Zuhörer verwundert sein muß. (…) Er berechtigt insbesondere als Chopin- und Liszt-Interpret zu großen Hoffnungen.“
Beim 6. ARD-Wettbewerb in München teilte Dieter Weber sich 1958 mit Michael Ponti den 2. Preis. Im darauffolgenden Jahr errang er beim Concurso Internacional de Piano in Rio de Janeiro hinter Peter Frankl und Sérgio Varella-Cid (1935–1981?) den 3. Preis; und im 1. Wiener Beethoven-Wettbewerb 1961 gewann er bei Nichtvergabe des 1. den 2. Preis.
Als Solist trat er in Österreich, Deutschland, der Schweiz, Bulgarien, Frankreich, Skandinavien und Südamerika auf. Für den ORF spielte Dieter Weber Werke von Bach, Brahms und Beethoven ein.
Auf Einladung von Artur Rubinstein war Dieter Weber Jurymitglied beim First Arthur Rubinstein International Piano Master Competition 1974 in Tel Aviv.
Unter seinen weit über 100 Studenten finden sich zahlreiche Preisträger bedeutender internationaler Wettbewerbe, die weltweit konzertieren.
Dieter Weber war verheiratet mit den Pianistinnen Herta Kern, Seta Tanyel (* 1947) und zuletzt mit Verena Pfenninger.